# Les Corts (metrostation)
Les Corts is een metrostation aan Lijn 3 (groene lijn) van de metro van Barcelona. Het is vernoemd naar het district Les Corts. Dit station ligt onder carrer de Joan Güell tussen de Travessera de les Corts en de carrer de can Bruixa. Het station heeft een enkele vestibule, gelegen tussen het straatniveau en de tunnelbuis, met twee toegangstrappen naar het oppervlak. 
Het station is geopend in 1975 toen het traject tussen de stations Zona Universitària - Sants Estació aan lijn IIIB werd toegevoegd. In 1982 werden de toenmalige lijnen III en IIIB samengevoegd tot de huidige lijn 3, en kreeg het station zijn Catalaanse naam.